# پرت رویل (کارولینای جنوبی)
پرت رویل(به انگلیسی: Port Royal) شهری در ایالت کارولینای جنوبی کشور ایالات متحده آمریکا است که جمعیت آن در سرشماری سال ۲۰۱۰ میلادی، ۱۰٬۶۷۸ نفر بوده‌است.